# Джексон, Стефани
Стефани Джексон (англ. Stefanie Jackson) — американская художница, чьё творчество затрагивает темы истории афроамериканцев и современной политики США.

## Юные годы и образование
Джексон родилась в Детройте и получила степень бакалавра изящных искусств в Школе дизайна Парсонса в 1979 году и степень магистра изящных искусств в Корнеллском университете в 1988 году. В настоящее время она является доцентом кафедры рисунка и живописи в Школе искусств Ламара Додда при Университете Джорджии.

## Картины и влияние на творчество
Работы Джексон выставлялись в различных галереях, включая Центр искусств Стоуна при Университете Северной Каролины в Чапел-Хилле, Афроамериканский музей (Даллас), Музей Гарриет Табмен и Музей афроамериканского исторического и культурного общества в Филадельфии.
Джексон получила грант на специальные проекты от Национального фонда искусств и несколько индивидуальных грантов от Совета по искусствам Джорджии. Фонд Адольфа и Эстер Готлиб вручил Джексон награду в 2002 году.
Картины Джексон основаны на её собственном жизненном опыте, а также на более широких вопросах социальной справедливости. На её творчество оказали влияние самые разные стили, включая сюрреализм и афроамериканскую литературу. Одним из основных источников влияния на творчество Джексон является южная блюзовая музыка и культура. Большая часть работ Джексон посвящена важнейшим событиям в истории США и афроамериканцев. Её искусство стало ответом на расовые беспорядки в Атланте, разрушение Нового Орлеана ураганом Катрина, проблемы государственного жилья в Детройте и Новом Орлеане, а также французскую колониальную историю Нового Орлеана.
В более личном плане Джексон черпает вдохновение из семейных трагедий, включая потерю своей кузины в результате насилия в Детройте, которая запечатлена в картине «Маленькая девочка в голубом».